# 서울신상도초등학교
서울신상도초등학교(서울新上道初等學校)는 대한민국 서울특별시 동작구에 있는 공립 초등학교이다.

## 학교 연혁
- 1981년 9월 9일 설립인가
- 1984년 3월 12일 서울신상도초등학교 개교(39학급 편성), 초대 강창식 교장 취임
- 1984년 3월 20일 제1회 졸업식(370명)
- 1986년 9월 1일 제2대 장기옥 교장 취임
- 1991년 3월 1일 제3대 이정숙 교장 취임
- 1995년 3월 1일 제4대 장남주 교장 취임
- 1998년 9월 1일 제5대 이수자 교장 취임, 학교 급식 실시(4~6학년)
- 1999년 9월 1일 제6대 양순열 교장 취임
- 2001년 3월 1일 51학급 편성, 전 학년 급식 실시
- 2003년 9월 1일 제7대 최병환 교장 부임
- 2006년 8월 30일 전교실 냉난방 공사
- 2007년 7월 16일 신관 개관식 및 진입로 이설 준공
- 2007년 9월 1일 제8대 최성순 교장 취임
- 2010년 2월 11일 제27회 졸업식(287명)
- 2011년 2월 17일 제28회 졸업식(266명)
- 2011년 9월 1일 제9대 신순옥 교장 취임
- 2012년 2월 15일 제29회 졸업식(252명)
- 2013년 2월 15일 제30회 졸업식(243명)
- 2014년 9월 1일 제10대 염학남 교장 취임
- 2016년 3월 1일 제11대 송정기 교장 취임
- 2019년 3월 1일 제12대 오장길 교장 취임
- 2021년 9월 1일 제13대 안연순 교장 취임

## 참고 자료
- 서울신상도초등학교 - 한국교육학술정보원 학교알리미